# Amblyseius euanalis
Amblyseius euanalis är en spindeldjursart som först beskrevs av Wolfgang Karg 1983.  Amblyseius euanalis ingår i släktet Amblyseius och familjen Phytoseiidae. Inga underarter finns listade i Catalogue of Life.